# Семковице (гмина)
Семковице (пол. Siemkowice) — сельская гмина (волость) в Польше, входит как административная единица в Пайенченский повет, Лодзинское воеводство. Население — 5112 человек (на 2004 год).

## Сельские округа
1. Борки
2. Дельфина
3. Игнацув
4. Катажинополе
5. Кие
6. Ляски
7. Липник
8. Колёня-Липник
9. Лукомеж
10. Мокре
11. Ожегув
12. Пеньки-Лясковске
13. Радошевице
14. Семковице
15. Змыслёна

## Прочие поселения
1. ЛиПНИК
2. Бугай-Липницки
3. Бугай-Радошевицки
4. Мархевки
5. Мазанец
6. Межанув
7. Митно
8. Тондле

## Соседние гмины
1. Гмина Дзялошин
2. Гмина Келчиглув
3. Гмина Осьякув
4. Гмина Пайенчно
5. Гмина Вежхляс